# Замок Прейсиш-Эйлау
Прейсиш-Эйлау (нем. Preußisch Eylau) — замок Тевтонского ордена, находящийся в современном Багратионовске. Постановлением Правительства Калининградской области от 23 марта 2007 года Прейсиш-Эйлау получил статус объекта культурного наследия регионального значения.

## История
В 1325 году приказом гроссмейстера Тевтонского ордена Вернера фон Орзельна мастер Арнольд фон Эйленштайн начал строительство замка Иле, на месте прусской крепости Сутврит. Следить за строительством должен был комтур Бальги Дитрих фон Альтенбург. Построив плотину с мельницей, рыцари искусственно подняли уровень воды в реке и сделали остров с замком. К 1330 году построили замок в виде четырёхугольника, размерами 41 м х 43 м, окружение в виде рва с водой, подъемным мостом и воротами с решётками. С восточной стороны пристроили большой форбург. В первых упоминаниях замок назывался «Иле», после — Иладия, но прижилось название «Прейсиш-Илов» (Прейсиш-эйлау). До 1347 года замок являлся резиденцией орденского пфлегера, затем в нём разместилась администрация каммерата, относящийся к комтурству Бальги.

### XX век
Во время Второй Мировой Войны замок сильно не пострадал. До начала 1960-х годов жилые помещения эксплуатировались. С 1961 года замок и форбург передали райпотребсоюзу, из-за чего использовались как складские помещения. В 1964 году сотрудники научно-реставрационных мастерских обследовали всю территорию замка. Состояние замка было очень плохим, так как после войны его ни разу не ремонтировали. На месте западного флигеля построили тир, который снесли в 1990-х годах. В сохранившемся форбурге начала прогнивать крыша, в 1989 году появились дыры, в августе 1990 года средняя секция сгорела. В начале 1990-х годов принято решение провести незначительные раскопки и переоборудовать форбург в гостиницу с баром. Но на последних этапах форбург забросили.

### XXI век
5 июня 2016 года произошло возгорание крыши замка. В результате пожара выгорела часть кровли размером 80 м².
29 августа 2018 года власти области пытались продать замок на аукционе, но не смогли, так как не было подано ни одной заявки. Затем здание пытались продать в 2020 году, но желающих приобрести объект не было. В 2022 году замок Тевтонского ордена Прейсиш-Эйлау в Калининградской области продан за 7,6 млн рублей на торгах компании «ГринАртДевелопмент» после четырёх лет с момента выставления его на аукцион, следует из данных государственной информационной системы (ГИС) «Торги». По данным базы СПАРК, компания «ГринАртДевелопмент» зарегистрирована в Санкт-Петербурге и занимается арендой и управлением имуществом.
В декабре 2023 года над руинами цитадели соорудили деревянный навес. В подвалах цитадели хотят открыть музейное пространство.
В феврале 2024 года завершается реставрация крыши форбурга. Была восстановлена стропильная система, завершается укладка черепицы и устройство оконных проемов. В 2025 году начались противоаварийные работы на руинах цитадели замка.